# دهستان پرزیتون
دهستان پرزیتون نام دهستانی در بخش میمند شهرستان فیروزآباد، استان فارس در ایران است. براساس سرشماری مرکز آمار ایران در سال ۱۳۹۵، جمعیت آن ۷۱۹۲ نفر (۲۰۳۱ خانوار) بوده‌است.